# Supercoppa di Bulgaria 2014
La Supercoppa di Bulgaria 2014 è stata la 12ª edizione di tale competizione. Si è disputata il 13 agosto 2014 a Burgas. La sfida ha visto contrapposte il Ludogorets, vincitore sia della coppa nazionale che del campionato e il Botev Plovdiv, finalista perdente della coppa nazionale.
Per la seconda volta nella propria storia, il Ludogorets si è aggiudicato il trofeo.

## Tabellino
| Arbitro: | N. Yordanov |

|             |           |                                          |
| Gamakov 18’ | Marcatori | 53’ Misidjan 85’ Marcelinho 90+2’ Younés |

## Squadra vincitrice
| Vincitore della Supercoppa di Bulgaria 2014 |
| ------------------------------------------- |
| Ludogorets 2º titolo                        |